# Oskar von Allmen
Oskar von Allmen (* 16. August 1898 in Wengen; † 27. Oktober 1932 in Bern) war ein Schweizer Klassischer Philologe.

## Leben
Oskar von Allmen, der Sohn des Zimmermanns und Hoteliers Fritz von Allmen und der Margaritha geb. Zurflüh, besuchte die Sekundarschule in Wengen und das Städtische Gymnasium in Bern. Er studierte anschliessend Klassische Philologie an den Universitäten zu Bern und Berlin. Sein Studium war breit angelegt: Neben seinen Hauptfächern belegte er auch Veranstaltungen in Sanskrit, Hebräisch, Aramäisch, Syrisch und Assyrisch; später lernte er noch Spanisch, Arabisch und Rätoromanisch. 1923 schloss er das Studium in Bern mit der Promotion zum Dr. phil. ab.
Die erste Anstellung hatte Oskar von Allmen am Töchterinstitut in Fetan, wo er von 1923 bis 1926 unterrichtete. Nach einem einjährigen Studienaufenthalt in Berlin (1926/27) wurde er 1927 als Lehrer für Latein und Griechisch am Städtischen Gymnasium in Bern angestellt. Ab 1928 hielt er nebenamtlich an der Universität Bern Lehrveranstaltungen ab, zunächst als Lektor für Latein, ab dem 17. November 1931 als ausserordentlicher Professor (Extraordinarius für Klassische Philologie mit besonderer Berücksichtigung des Latein). Ohne habilitiert zu sein, erhielt er diese Professur, die gleichzeitig mit einer gräzistischen geschaffen wurde, um die Nachfolge des scheidenden Otto Schulthess zu sichern. Wenger als ein Jahr später starb Oskar von Allmen im Alter von 34 Jahren. Edgar Bonjour, sein Schulfreund und Kollege am Städtischen Gymnasium, berichtete ein halbes Jahrhundert später in seinen Lebenserinnerungen, dass von Allmen «am Morgen seiner Antrittsvorlesung verzweifelt aus dem Leben schied», indem er sich mit seinem Ordonnanzgewehr erschoss. Als Ursache sah Bonjour die wissenschaftliche Überforderung seines Freundes an. Bonjour veröffentlichte auch einige Briefe seines Freundes (1987).
Oskar von Allmen beherrschte die lateinische Sprache in Wort und Schrift. Für die Festschrift zum 70. Geburtstag seines akademischen Lehrers Otto Schulthess (1932) verfasste er ein Gratulationsgedicht (carmen gratulatorium) im Versmass der Alkäischen Strophe.

## Schriften (Auswahl)
- Das Kind in der epischen Dichtung der Griechen. Bern 1923 (Dissertation).